# Margarita Robles Fernández
María Margarita Robles Fernández (Lleó, 10 de novembre de 1956) és una jutgessa i política espanyola, i actual ministra de Defensa d'Espanya.
Va ser la primera dona que va presidir una sala del Penal, la primera a presidir una audiència -la de Barcelona- i la tercera dona a arribar al Tribunal Suprem. El 1993 va ser nomenada sotssecretària del ministeri de Justícia i de 1994 a 1996, secretària d'Estat del ministeri de l'Interior. Des de 2004 a maig de 2016 ha estat una de les dotze magistrades del Tribunal Suprem d'Espanya, de la Sala Tercera. Des de setembre de 2008 a desembre de 2013 va ser vocal del Consell General del Poder Judicial a proposta del Partit Socialista Obrer Espanyol. Pertany a l'associació progressista de jutges Jutges per a la Democràcia. El maig de 2016 va anunciar el seu retorn a la política com a número dos de la llista per Madrid del PSOE en les eleccions generals de 26 de juny.

## Orígens
Filla d'un advocat, als dotze anys es va traslladar amb la seva família a viure a Barcelona, ciutat on més tard va estudiar dret. El 1981, amb 23 anys, va ingressar en la carrera judicial com a número u de la seva promoció i es va convertir en la quarta dona jutge d'Espanya. Als 26 anys la seva primera destinació com a jutgessa va ser la localitat de Balaguer (Lleida), posteriorment va estar a Sant Feliu de Llobregat i a Bilbao. Va ser la primera dona a presidir una Sala del Penal. Va ser magistrada de l'Audiència provincial de Barcelona, que va presidir als 34 anys, i va ser la primera dona a ser presidenta d'una audiència provincial.
Propera al Partit Socialista Obrer Espanyol (PSOE), el 1993 va ser nomenada pel Consell de Ministres sotssecretària del Ministeri de Justícia, a proposta del titular del departament, Juan Alberto Belloch. En prendre possessió del càrrec, va establir com una de les seves prioritats l'aplicació de judicis ràpids en l'àmbit estatal. Entre 1994 i 1996 va ser Secretària d'Estat del Ministeri de l'Interior, i es va convertir en la número dos del ministre de Justícia i Interior Juan Alberto Belloch en l'última legislatura del govern socialista de Felipe González.
Va ser també jutge del Contenciós en l'Audiència Nacional. De setembre de 2008 a desembre de 2013 va ser vocal del Consell General del Poder Judicial - triats per majoria de tres cinquens en els plens del Congrés i el Senat- i va destacar per ser una de les vocals més actives. Va votar a favor de la destitució del seu president i del Tribunal Suprem Carlos Dívar a causa de la polèmica sorgida per haver acceptat invitacions per viatjar a Marbella. Robles és membre de l'associació Jutges per a la Democràcia (JpD), i participa activament als congressos i reunions de l'associació.
El maig de 2016 anuncià que ocuparia la segona plaça de la llista electoral socialista per Madrid, encapçalada per Pedro Sánchez, per a les eleccions al Congrés dels Diputats del 26 de juny. Robles havia sol·licitat una execedència com a magistrada del Tribunal Suprem però el 19 de maig la Comissió Permanent del Consell General del Poder Judicial va acordar en una renyida decisió per quatre vots a tres que la execedència suposava la pèrdua de condició de magistrada del Suprem.

### Actuació en el cas Lasa i Zabala
Durant la seva etapa com a secretària d'Estat del ministeri de l'Interior, Margarita Robles va impulsar la investigació del segrest i assassinat de José Antonio Lasa i José Ignacio Zabala, a més de retirar els fons de la guerra bruta del GAL per a José Amedo i Michel Domínguez i ordenar la crida i cerca de Luis Roldán.

### Cas Garzón
El març de 2010 Margarita Robles, amb els conservadors Fernando de Rosa Torner i Gemma Gallego Sánchez, va ser recusada com a vocal pel magistrat de l'Audiència Nacional Baltasar Garzón, que demanava a la Sala Penal del Tribunal Suprem d'Espanya que el mantingués en el seu lloc, pel fet de ser els tres vocals que més animadversió havien mostrat contra ell.